# Sargocentron poco
Sargocentron poco är en fiskart som först beskrevs av Loren P. Woods, 1965.  Sargocentron poco ingår i släktet Sargocentron och familjen Holocentridae. Inga underarter finns listade i Catalogue of Life.